# Disk Detective
Disk Detective – pierwszy projekt Zooniverse kierowany i finansowany przez NASA. Jest to największy crowdsourcingowy projekt z rodzaju citizen science mający na celu zaangażowanie ogółu społeczeństwa w poszukiwaniu gwiazd, które są otoczone przez dyski protoplanetarne, gdzie formują się planety.

## Informacje
Disk Detective miał swój początek w styczniu 2014. Został przetłumaczony na takie języki jak: angielski, hiszpański, niemiecki, polski, chiński, indonezyjski, węgierski, rumuński, rosyjski, portugalski.
Użytkownicy analizują zdjęcia dostarczone przez Wide-field Infrared Survey Explorer (WISE) i inne przeglądy nieba: Two Micron All Sky Survey (2MASS), Digitized Sky Survey (DSS) oraz Sloan Digital Sky Survey (SDSS).
Dyski nie są jedynym typem ciał niebieskich jasno błyszczących w podczerwieni. Galaktyki, planetoidy, aktywne jądra galaktyk i międzygwiezdne chmury pyłu również emitują światło o tej samej długości fali. Jest to utrudnieniem dla algorytmów komputerowych zaprojektowanych do automatycznego wyszukiwania dysków, dlatego badanie wszystkich kandydatów na dyski odbywa się wizualnie, aby upewnić się, że są one gwiazdami z dyskami, a nie jakimiś innymi obiektami.

## Klasyfikacje
Na stronie projektu prezentowane są zdjęcia. Użytkownicy klasyfikują obiekty w oparciu o proste kryteria, takie jak: czy jest on okrągły na obrazach DSS2 czy 2MASS, albo wystający poza okrąg na obrazach WISE, czy jest więcej niż jeden obiekt w okręgu, czy obiekt nie przemieszcza się z celownika.
Idealny obiekt klasyfikowany jest jako dobry kandydat.
Kandydaci wyselekcjonowanych dysków staną się później ewentualnymi celami dla Kosmicznego Teleskopu Hubble’a i jego następcy – James Webb Space Telescope. Będą one także tematem dla przyszłych publikacji w literaturze naukowej.

## Obiekty poszukiwań
Dyski, do których odkrycia dążą naukowcy z Goddard Space Flight Centre NASA, należą do jedynie dwóch kategorii: dysków pyłowych i dysków młodych gwiezdnych obiektów (dyski YSO).